# New Wave 2012
L'11º New Wave si è tenuto fra il 24 ed il 29 luglio 2012 presso la Dzintari Concert Hall di Jūrmala.
Il montepremi del festival è stato di €100 000: €50 000 per il primo classificato, €30 000 per il secondo classificato e €20 000 per il terzo classificato.

## Partecipanti
| Nome                  | Paese        |
| --------------------- | ------------ |
| Suren Arustamjan      | Armenia      |
| Aleksandra Bartaševic | Bielorussia  |
| Costanzo Del Pinto    | Italia       |
| Ayala Eligoola        | Israele      |
| The Jigits            | Kazakistan   |
| Bek Israilov          | Kirghizistan |
| Huaņ Hua              | Cina         |
| W                     | Russia       |
| IOWA                  | Russia       |
| Niloo                 | Russia       |
| Framest               | Lettonia     |
| Diāna Jasilionite     | Lituania     |
| Los Rumberos          | Messico      |
| Michael Blayze        | Nigeria      |
| Cristal               | Finlandia    |
| Marija Jaremčuk       | Ucraina      |

## 1ª giornata di gara (25 luglio 2012)
Durante la prima giornata i concorrenti si sono esibiti con delle cover dei singoli di maggior successo mondiale.
| Nr. | Paese        | Artista               | Canzone                                | Punti |
| --- | ------------ | --------------------- | -------------------------------------- | ----- |
| 01  | Messico      | Los Rumberos          | I Like It (Enrique Iglesias)           | 83    |
| 02  | Kirghizistan | Bek Israilov          | Honesty (Billy Joel)                   | 85    |
| 03  | Finlandia    | Cristal               | If I ain't got you (Alicia Keys)       | 80    |
| 04  | Russia       | Niloo                 | Unfaithful (Rihanna)                   | 93    |
| 05  | Armenia      | Suren Arustamjan      | Change the World (Eric Clapton)        | 92    |
| 06  | Kazakistan   | The Jigits            | September (Earth, Wind & Fire)         | 94    |
| 07  | Ucraina      | Marija Jaremčuk       | Homeless (Leona Lewis)                 | 97    |
| 08  | Lituania     | Diāna Jasilionite     | Killing Me Softly (The Fugees)         | 87    |
| 09  | Lettonia     | Framest               | Moanin' (Art Blakey, Jon Hendricks)    | 96    |
| 10  | Cina         | Huaņ Hua              | A New Day Has Come (Céline Dion)       | 81    |
| 11  | Nigeria      | Michael Blayze        | Don't Worry, Be Happy (Bobby McFerrin) | 81    |
| 12  | Russia       | IOWA                  | Paparazzi (Lady Gaga)                  | 85    |
| 13  | Israele      | Ayala Eligoola        | Hallelujah (Jeff Buckley)              | 95    |
| 14  | Bielorussia  | Aleksandra Bartaševic | No Ordinary Love (Sade)                | 94    |
| 15  | Russia       | W                     | I want you back (The Jackson 5)        | 89    |
| 16  | Italia       | Costanzo Del Pinto    | Thank You For Loving Me (Bon Jovi)     | 96    |

## 2ª giornata di gara (26 luglio 2012)
Durante la seconda giornata i concorrenti si sono esibiti cantando i singoli di maggior successo del proprio paese.
| Nr. | Paese        | Esecutore             | Canzone                           | Punti |
| --- | ------------ | --------------------- | --------------------------------- | ----- |
| 01  | Cina         | Huaņ Hua              | Mage Ama                          | 86    |
| 02  | Bielorussia  | Aleksandra Bartaševic | Ya ne veryu glazam (Maks Fadeev)  | 91    |
| 03  | Ucraina      | Marija Jaremčuk       | Teche voda (Sofija Rotaru)        | 95    |
| 04  | Finlandia    | Cristal               | Rolling in the Deep (Adele)       | 83    |
| 05  | Italia       | Costanzo Del Pinto    | L'italiano (Toto Cutugno)         | 97    |
| 06  | Israele      | Ayala Eligoola        | One Night Only                    | 90    |
| 07  | Lettonia     | Framest               | Podberu muzyku (Raimonds Pauls)   | 94    |
| 08  | Russia       | IOWA                  | Sneg (Nikolaj Noskov)             | 93    |
| 09  | Lituania     | Diāna Jasilionite     | Love is Blind (Donny Montell)     | 88    |
| 10  | Armenia      | Suren Arustamjan      | Moya lyubov tebe (Avet Barsegyan) | 88    |
| 11  | Messico      | Los Rumberos          | Bamboleo (Nicolas Reyes)          | 88    |
| 12  | Russia       | Niloo                 | Samaya luchshaya (Slivki)         | 95    |
| 13  | Kazakistan   | The Jigits            | Uletayu (A-Studio)                | 95    |
| 14  | Nigeria      | Michael Blayze        | All I Do (Stevie Wonder)          | 84    |
| 15  | Kirghizistan | Bek Israilov          | Bozhe, kakoi pustyak (Ivan)       | 88    |
| 16  | Russia       | W                     | Predstav sebe (Aleksandr Abdulov) | 88    |

## 3ª giornata di gara (28 luglio 2012)
Durante la terza giornata i concorrenti si sono esibiti con un proprio singolo, e sono stati affiancati dalla cantante belga Lara Fabian.
| Nr. | Paese        | Esecutore             | Canzone                        | Punti |
| --- | ------------ | --------------------- | ------------------------------ | ----- |
| 01  | Kirghizistan | Bek Israilov          | Moya lyubov                    | 88    |
| 02  | Nigeria      | Michael Blayze        | Never Say Never                | 76    |
| 03  | Ucraina      | Marija Jaremčuk       | Vesna                          | 88    |
| 04  | Russia       | Niloo                 | Ola-ola                        | 96    |
| 05  | Finlandia    | Duo «Cristal»         | He doesn't know                | 80    |
| 06  | Italia       | Costanzo Del Pinto    | Se vuoi                        | 89    |
| 07  | Israele      | Ayala Eligoola        | How it most a beautiful        | 83    |
| 08  | Kazakistan   | The Jigits            | Vse lyubov                     | 88    |
| 09  | Messico      | Los Rumberos          | Mami ti siento do lor          | 84    |
| 10  | Bielorussia  | Aleksandra Bartaševic | Ty leti                        | 89    |
| 11  | Lettonia     | Framest               | Na ulitse Goroda roz           | 87    |
| 12  | Russia       | Gruppo «IOWA»         | Mamma                          | 97    |
| 13  | Russia       | Gruppo «W»            | Na samom dele                  | 82    |
| 14  | Armenia      | Suren Arustamjan      | Next to you                    | 88    |
| 15  | Cina         | Huaņ Hua              | To get a love and make me stay | 75    |
| 16  | Lituania     | Diāna Jasilionite     | Endless melody                 | 85    |

## I risultati
| Paese        | Esecutore             | Punti totali | Posto |
| ------------ | --------------------- | ------------ | ----- |
| Russia       | Niloo                 | 284          | 1     |
| Italia       | Costanzo Del Pinto    | 282          | 2     |
| Ucraina      | Marija Jaremčuk       | 280          | 3     |
| Lettonia     | Framest               | 277          | 4-5   |
| Kazakistan   | The Jigits            | 277          | 4-5   |
| Russia       | IOWA                  | 275          | 6     |
| Bielorussia  | Aleksandra Bartaševic | 274          | 7     |
| Israele      | Ayala Eligoola        | 268          | 8-9   |
| Armenia      | Suren Arustamjan      | 268          | 8-9   |
| Kirghizistan | Bek Israilov          | 262          | 10    |
| Lituania     | Diāna Jasilionite     | 260          | 11    |
| Russia       | W                     | 259          | 12    |
| Messico      | Los Rumberos          | 255          | 13    |
| Finlandia    | Cristal               | 243          | 14    |
| Cina         | Huaņ Hua              | 242          | 15    |
| Nigeria      | Michael Blayze        | 241          | 16    |